# Harold Robert Perry
Harold Robert Perry, SVD (* 9. Oktober 1916 in Lake Charles, Louisiana; † 17. Juli 1991 in New Orleans) war ein US-amerikanischer römisch-katholischer Bischof. Er war über 20 Jahre Weihbischof in New Orleans. Gemeinsam mit Joseph Oliver Bowers war er der erste Afroamerikaner, der in den USA im 20. Jahrhundert zum Bischof geweiht wurde.

## Leben

### Jugend und Ausbildung
Harold Perry war der Sohn von Frank J. Perry, einem Arbeiter in einer Reismühle, und dessen Frau Josephine, einer Köchin. Er war das älteste von sechs Kinder einer frommen katholischen, französischsprachigen Familie. Mit 13 Jahren trat er in das Seminar (Divine Word Seminary) der Steyler Missionare in Bay St. Louis, Mississippi, ein. Seine Ausbildung setzte er in Illinois und Wisconsin fort. 1938 legte er die Ordensgelübde bei den Steyler Missionaren ab.
Am 6. Januar 1944 weihte Richard Oliver Grow, Bischof von Natchez, ihn zum Priester für die Steyler Missionare. Er war der 26. afroamerikanische Priester. Anschließend war er Hilfsgeistlicher in der Pfarrei Immaculate Heart of Mary Church in Lafayette. 1948 wurde er in die Pfarrei Notre Dame Church in St. Martinville versetzt. Ab 1949 war er in der Pfarrei St. Peter’s Church in Pine Bluff, Arkansas und ab 1951 in St. Gabriel’s Church in Mound Bayou, Mississippi. Ab 1952 war er erster Pfarrer der St. Joseph’s Church in Broussard. Während seiner sechs Jahre in der Pfarrei baute er die Kirche, das Pfarrhaus und eine Schule.

### Karriere
1958 wurde er Rektor seiner Alma Mater, des Divine Word Seminary in Bay St. Louis. In der Bürgerrechtsbewegung war er aktiv und schloss sich dem National Catholic Council for Interracial Justice nach dessen Gründung 1960 an. In der katholischen Monatszeitung Interracial Review sprach er sich 1961 dafür aus, dass die Rassentrennung, welche sogar bis an die Kommunionbank reichte, aufgegeben werden solle und die wahre Haltung der Kirche gezeigt werden solle. 1963 wurde er mit anderen religiösen Führern in das Weiße Haus eingeladen. Dort diskutierten sie mit Präsident John F. Kennedy über die Aufhebung der Rassentrennung. 1964 wurde er zum Provinzial der südlichen Provinz der Steyler Missionare in den USA berufen. Im gleichen Jahr sprach er als erster afroamerikanischer Geistlicher das Eröffnungsgebet des Kongresses der Vereinigten Staaten von Amerika.
Papst Paul VI. ernannte ihn am 29. September 1965 zum Titularbischof von Mons in Mauretania und Weihbischof für das Erzbistum New Orleans. Er war der erste Afroamerikaner, der im 20. Jahrhundert katholischer Bischof wurde. Nach seiner Ernennung begrüßte der Erzbischof von New Orleans, Philip Hannan, ihn mit den Worten „We welcome the first American-born Negro bishop.“ („Wir begrüßen den ersten in Amerika geborenen Negerbischof“). Bischof James Augustine Healy, Sohn eines Plantagenbesitzers und seiner mulattischen Sklavin, gilt als erster afroamerikanischer Bischof in den USA. Perrys Ernennung wurde von vielen zivilen und religiösen Führern, darunter Präsident Lyndon B. Johnson, begrüßt. Perry erklärte aber, dass seine Ernennung religiöser und nicht bürgerrechtlicher Natur sei. Er sei nicht Führer der Bürgerrechtsbewegung. Am 6. Januar 1966 weihte ihn Egidio Vagnozzi, der damalige Apostolische Delegat in den USA, zum Bischof. Mitkonsekratoren waren Philip Hannan, Erzbischof von New Orleans, und John Cody, Erzbischof von Chicago. Gegen seine Weihe demonstrierten Weiße. Eine Frau beschrieb seine Weihe als Grund, warum Gott den Vatikan zerstören würde.
Als Weihbischof war Perry Pfarrer der Pfarrei Our Lady of Lourdes Church und der St. Theresa of the Child Jesus Church in New Orleans, Generalvikar des Erzbistums und Rektor des Nationalheiligtums Our Lady of Prompt Succor. Er lebte im Pfarrhaus auf dem Gelände der Ursuline Academy, der ältesten Mädchenschule in den Vereinigten Staaten. Viele Jahre war er Kaplan der Knights of Peter Claver. Er starb im Wynhoven Health Care Center an den Folgen einer Alzheimer-Krankheit. Erzbischof Francis B. Schulte sagte über seinen Tod, dass er als erster afroamerikanischer Bischof des Jahrhunderts ein Symbol für die großen Veränderungen in der Kirche und in den Vereinigten Staaten sei.
Sein Wahlspruch war Infunde Amorem Cordibus (Gieß Liebe in die Herzen ein) aus dem Hymnus Veni creator spiritus.